# Шлюб Альбера II, князя Монако, та Шарлін Віттсток
Шлюб Альбера II, та Шарлін Віттсток відбувся у Монако. 1 липня 2011 року принц Альбер і Віттсток одружились у цивільній церемонії в палаці принца. Свято тривало й 2 липня з релігійною церемонією також у палаці.
Принц Альбер та Шарлін вперше зустрілися в 2000 році на змаганнях з плавання в Монако, в якому вона брала участь. Пара оголосила про своє заручення 23 червня 2010 року.

## Пара

Подвійний вензель принца Альберта та Шарлін Віттсток

Другий раз спортсменка і принц Альбер, що став на той момент князем Монако (у зв'язку зі смертю князя Реньє) зустрілися в 2006 році на змаганнях в Турині.
Фінальним акордом в їх відносинах стало спільна поява на весіллі принца Вільяма та Кейт Міддлтон в Вестмінстерському абатстві 29 квітня 2011 року.

## Гості
Список гостей складається з глав інших держав і урядів, послів у Монако різних країн, бізнесмени, артисти, спортсмени та моделі.
Представники королівського правління
- Король Швеції Карл XVI Густав та королева
  - Вікторія (кронпринцеса Швеції) та  герцог Вестерготланду
  - Карл Філіп, герцог Вермландський
  - Мадлен, принцеса Швеції
- Король Бельгії з королевою
  - Герцог і Герцогиня Брабанту
  - Принцеса Астрид і принц Бельгійські
  - Принц Лоран і принцеса Бельгійські
- Король Лесото
- Наслідний принц і [[Мері (кронпринцеса Данії)[ред. | ред. код]|наслідна принцеса Данії]]
- Принц Іоахім і принцеса Данії
- Принц Йорданії
- Принц Кентський
- Спадкоємний принц Ліхтенштейну та дружина
- Великий герцог Люксембургу з дружиною ( як представники Ганса Адама II)
  - Наслідний Великий герцог Люксембургу
- Принцеса Марокко
- Принц Віллем-Олександр та принцеса Максима
- Наслідний принц і наслідна принцеса Норвегії
- Король Іспанії
- Принцеса Таїланду
- Спадкоємний принц Бахрейну
- Граф і графиня Вессексу[3]( як представники Єлизавети II)